# La Brouette rouge
La Brouette rouge (The Red Wheelbarrow) est un poème moderniste de William Carlos Williams. Il est publié dans le recueil Le Printemps et le reste (Spring and all) en 1923, d'abord sans titre et désigné par le chiffre XXII, puisqu'il s'agissait du vingt-deuxième texte du recueil alternant vers et proses. Il est l'un des poèmes les plus cités du poète américain et souvent considéré comme un exemple frappant du courant imagiste.

## Texte et traduction

### Texte original
So much depends

upon

a red wheel

barrow

glazed with rain

water

beside the white

chickens

### Traduction de William King
Tant de choses dépendent

au fond, d'une brouette rouge, vernie de gouttes de pluie, à côté des poulets blancs.

## Analyse
Le poème est court et rappelle la forme du haïku.
Il fait partie d'une première partie de la création poétique de Williams, lorsqu'il appartient au courant imagiste et cherche à faire éclater les codes traditionnels de la poésie, en portant une attention particulière aux objets du quotidien et en brisant les rythmes de la scansion et de la syntaxe.

## Réception
La Brouette rouge est fréquemment cité et se retrouve souvent dans les anthologies de Williams et de poésie moderniste américaine.
Le poète John Hollander cite ce poème comme bon exemple d'enjambements utilisés pour ralentir la lecture, et créer une poésie méditative.
Henry Sayre compare ce poème à la technique du ready-made créé par Marcel Duchamp (que Williams avait rencontré à plusieurs reprises depuis 1913).

## Dans la culture populaire
- Le poème apparaît à deux reprises dans la série Mr Robot : dans le dernier épisode de la saison 2 et dans le cinquième épisode de la saison 3. Le personnage Tyrell Wellick (Martin Wallström) y explique à Elliot Anderson (Rami Malek) que ce sont les seuls mots d'anglais que son père connaissait.
- Dans la série Homeland, à l'épisode 8 de la saison 3, Carrie reçoit un message commençant par « So much depends... » et répond par « a red wheelbarrow ».
- Le poème est également mentionné dans le court roman d'Eduardo Halfon : Halfon, Boy.
- Il est également cité dans le film Nos étoiles contraires (film) par Hazel Grace Lancaster (Shailene Woodley) dans l'ambulance qui conduit Augustus Waters (Ansel Elgort) d'urgence à l'hôpital.
- The Red Wheelbarrow est l'enseigne d'une librairie anglophone installée rue de Médicis à Paris depuis 2018.